# Badminton Limburg
Badminton Limburg (opgericht in 1974 onder de naam Provinciaal Badmintonverbond Limburg) is een overkoepelende organisatie die alle badmintonclubs uit Belgisch Limburg verbindt. Het huidige bestuur bestaat uit Luc Bertrand (voorzitter), Esther Smekens (secretaris) en Julien Nys (penningmeester).

## Ontstaan
In 1974 richtten de voorzitters van verschillende badmintonclubs het Provinciaal Badmintonverbond Limburg op. Dit waren Roland Boven (Molse BC), François Lambregts (Hebad) en Dirk Laverge (De Bokkerijder BC). Tijdens de oprichtersvergadering waren 10 clubs vertegenwoordigd: De Bokkerijder BC, Nuclea Mol, Zonnekloppers Zonhoven, Badmintonclub Sint-Truiden, Badmintonclub Bolderberg, Badmintonclub Neerpelt, Badmintonclub Achel, Badmintonclub Tongeren, Badmintonclub Hasselt en Hebad.
Op deze vergadering werden de eerste bestuurders verkozen. Dit waren François Lambregts (voorzitter), Roland Boven (ondervoorzitter), Roger Kums (secretaris), Sylvain Quintens (penningmeester) en Dennis Metten (bestuurder).

## Realisaties
Reeds in 1975 werden diverse dingen gerealiseerd door het Provinciaal Badmintonverbond Limburg. Er werd gestart met een provinciale herencompetitie waar zes teams aan deelnamen. Ook vindt er sinds 1975 jaarlijks een provinciaal jeugdkampioenschap plaats.
In 1976 werd er naast de herencompetitie ook een damescompetitie opgestart. Wegens succes werden er in de jaren die volgden steeds meer reeksen toegevoegd.
In 1977 werd het allereerste tornooi in Limburg georganiseerd door Hebad.
In 1978 werd het Provinciaal Badmintonverband Limburg erkend door de Belgische Badmintonbond en de Nederlandse Badmintonliga. Het Limburgse Badmintonverbond gold als model voor de andere provincies. Men richtte in 1978 ook voor het eerst een jeugdreeks in voor spelers tot 16 jaar en er werd een bekercompetitie voor gemengde teams georganiseerd.
Tien jaar na de oprichting van het Provinciaal Badmintonverbond Limburg waren er 26 Limburgse clubs aangesloten bij het verbond, bestonden er 82 Limburgse competitieploegen en werden er 18 tornooien georganiseerd in de provincie, waaronder enkele internationale A-tornooien (in Neerpelt, Sint-Truiden en Houthalen). Na deze steile opmars, kende het Provinciaal Badmintonverbond Limburg enkele woelige jaren met heel wat bestuurswissels.
In 1993 werd de feitelijke vereniging omgevormd tot een vzw. De oprichters hiervan waren Luc Bertrand, Hubert Housen Rudi Briers en Louis Vandeninden. Bijna tien jaar later werd de eerste website gepubliceerd en werd er een nieuw logo ontworpen met Arthur Vantilt als grote bezieler. Ook werden er voor het eerst regionale trainingen gegeven en werd het Limburgs Jeugdcircuit georganiseerd.
Vanaf 2005 werd ook G-badminton opgestart in de provincie. Hierin had Smash BC een voortrekkersrol.
In 2013 wijzigde het Provinciaal Badmintonverbond zijn naam naar "Badminton Limburg". Een nieuwe website en een nieuw logo werden gepresenteerd.

## Sportieve prestaties
Zowel op vlak van individuele prestaties als op vlak van teamprestaties kende Badminton Limburg meerdere gloriemomenten. Zo kende de nationale competitie 16 keer een Limburgse kampioen.
| Seizoen   | Club         |
| --------- | ------------ |
| 1987-1988 | Sint-Truiden |
| 1990-1991 | Sint-Truiden |
| 1991-1992 | Sint-Truiden |
| 1992-1993 | Sint-Truiden |
| 1994-1995 | Dropshot     |
| 1995-1996 | Sint-Truiden |
| 1996-1997 | Sint-Truiden |
| 1997-1998 | Dropshot     |
| 1998-1999 | Dropshot     |
| 1999-2000 | Dropshot     |
| 2000-2001 | Dropshot     |
| 2001-2002 | Dropshot     |
| 2002-2003 | Dropshot     |
| 2003-2004 | Dropshot     |
| 2006-2007 | Dropshot     |
| 2008-2009 | Webacsa      |

Op dit moment is het vooral Hebad dat meedraait op het hoogste niveau met 2 ploegen in de nationale competitie. Ook op individueel vlak kent Badminton Limburg veel spelers die op topniveau meedraaien.
| Speler               | Prestaties                                                               |
| -------------------- | ------------------------------------------------------------------------ |
| Yuhan Tan            | 11x Belgisch kampioen, 2x Olympische Spelen                              |
| Lianne Tan           | 12x Belgisch kampioen, 3x Olympische Spelen, 1x finalist Europese Spelen |
| Nathalie Descamps    | 13x Belgisch kampioen, 1x brons Europees Kampioenschap                   |
| Ruud Kuyten          | 11x Belgisch kampioen                                                    |
| Manon ALbinus        | 10x Belgisch kampioen                                                    |
| Peggy Mampaey        | 8x Belgisch kampioen                                                     |
| Filip Vigneron       | 6x Belgisch kampioen                                                     |
| Heidi Vrancken       | 4x Belgisch kampioen                                                     |
| David Vandewinkel    | 4x Belgisch kampioen                                                     |
| Patrick Boonen       | 3x Belgisch kampioen                                                     |
| Veerle Rakels        | 3x Belgisch kampioen                                                     |
| Luigi Dalli Cardillo | 3x Belgisch kampioen                                                     |
| Marina Caubergs      | 1x Belgisch kampioen                                                     |
| Gert Poesen          | 1x Belgisch kampioen                                                     |
| Marijn Put           | 1x Belgisch kampioen                                                     |
| Jona Van Nieuwkerke  | 1x Belgisch kampioen                                                     |

## Lijst voorzitters
| Naam voorzitter    | Periode     |
| ------------------ | ----------- |
| François Lambregts | 1974-1984   |
| Noël Bergs         | 1984-1985   |
| Henri "Rik" Verees | 1985-1988   |
| Hubert Housen      | 1988-1993   |
| Luc Bertrand       | 1993- heden |

## Lijst provinciale hoofdtrainers
| Naam hoofdtrainer | Periode     |
| ----------------- | ----------- |
| Addy Regelbrugge  | 1976-1984   |
| Eric Demunster    | 1984-2001   |
| Guy Delforge      | 2001-2012   |
| Luc Vandeput      | 2012-2018   |
| Stanie Simons     | 2018- heden |

## Ontbinding
In november 2020 werd de vereniging vrijwillig ontbonden nadat Julien Nys en Luc Bertrand hun ontslag als bestuurslid gaven. Gezien er zich geen nieuwe bestuursleden aanboden, kon de vereniging niet langer blijven bestaan.